# 2562 Chaliapin
2562 Chaliapin (1973 FF1) là một tiểu hành tinh vành đai chính được phát hiện ngày 27 tháng 3 năm 1973 bởi Zhuravleva, L. ở Nauchnyj. Tên tiểu hành tinh được đặt để vinh danh Feodor Ivanovich Chaliapin (1873-1938}